# Rotovnikova jama
Rotovnikova jama je ena redkih jam z aragonitnimi tvorbami (ježki) v Sloveniji. Leži v hribu Skorno pri Šoštanju na nadmorski višini 362 m. 

## Opis jame
Vhod v jamo se je odprl pri urejanju temeljev stanovanjske hiše v permijskem sivem apnencu in dolomitu. Rov je sprva manjših dimenzij (1 m širine, 2 m višine) in poteka vodoravno dobrih 20 m. Tu se nadaljuje v kaminu, visokem 8 metrov. Kamin vodi v Aragonitno dvorano (9 x 10 x 4 m). Tu se nahajajo sigasti stebri, stalaktiti, stalagmiti in aragonitni ježki. Iz dvorane se v jugozahodni smeri nadaljuje še 14-meterski rov.